# Јосип Асталош
Јосип Асталош је био католички жупник у Даљу, срез Осијек.
Рођен је 20. октобра 1897. године у Осијеку, а заређен је 1. јула 1921. године. Био је, не само један од истакнутијих усташа, већ њихов таборник и логорник. Под његовим руководством вршена су хапшења, пљачке, злостављања и протеривање Срба, као и рушење њихових цркава.
Користећи усташки терор жупник Асталош био је велики поборник и „мисионар” за покатоличавање Срба у Даљу и околини. Он је вршио масовно покатоличавање. Одмах по оснивању НДХ именован је за таборника и као такав руководио је и учествовао у свим насиљима и зулумима извршеним у Даљу и Ердуту. Око себе је окупио највеће неваљалце и пропалице и са њима прогонио Србе, терао их у логор у Осијеку где су многи помрли, и убијао на сваком месту. Уобичајио је да са својим сејменима ноћу упада у српске куће, одводи људе, жене и децу, затвара их у подруме и ту их немилосрдно батина, а жене до гола свлачи.
По његовом наређењу из Даља је протерано 80 српских породица, чију је имовину са својим оданим зликовцима усташама опљачкао и разграбио. Из Даља је прешао у Осијек за усташког таборника. И ту је наставио свој започети зликовачки и пљачкашки посао. Приликом слома Југославије 1941. године разоружавао је југословенску војску и отимао оружје, давао га својим присталицама које су га употребиле против Срба. Њега многи отужују да је био „главни покретач рушења православних цркава у Даљу и Ердуту”. Фанатичан је усташа који са крижем у руци проповеда борбу до истребљења. Као свештеник показао је крајњу верску нетрпељивост, а као усташа нечовечност". После рата 1945. године осуђен је на смрт вешањем.